# آلفا رومئو آرال

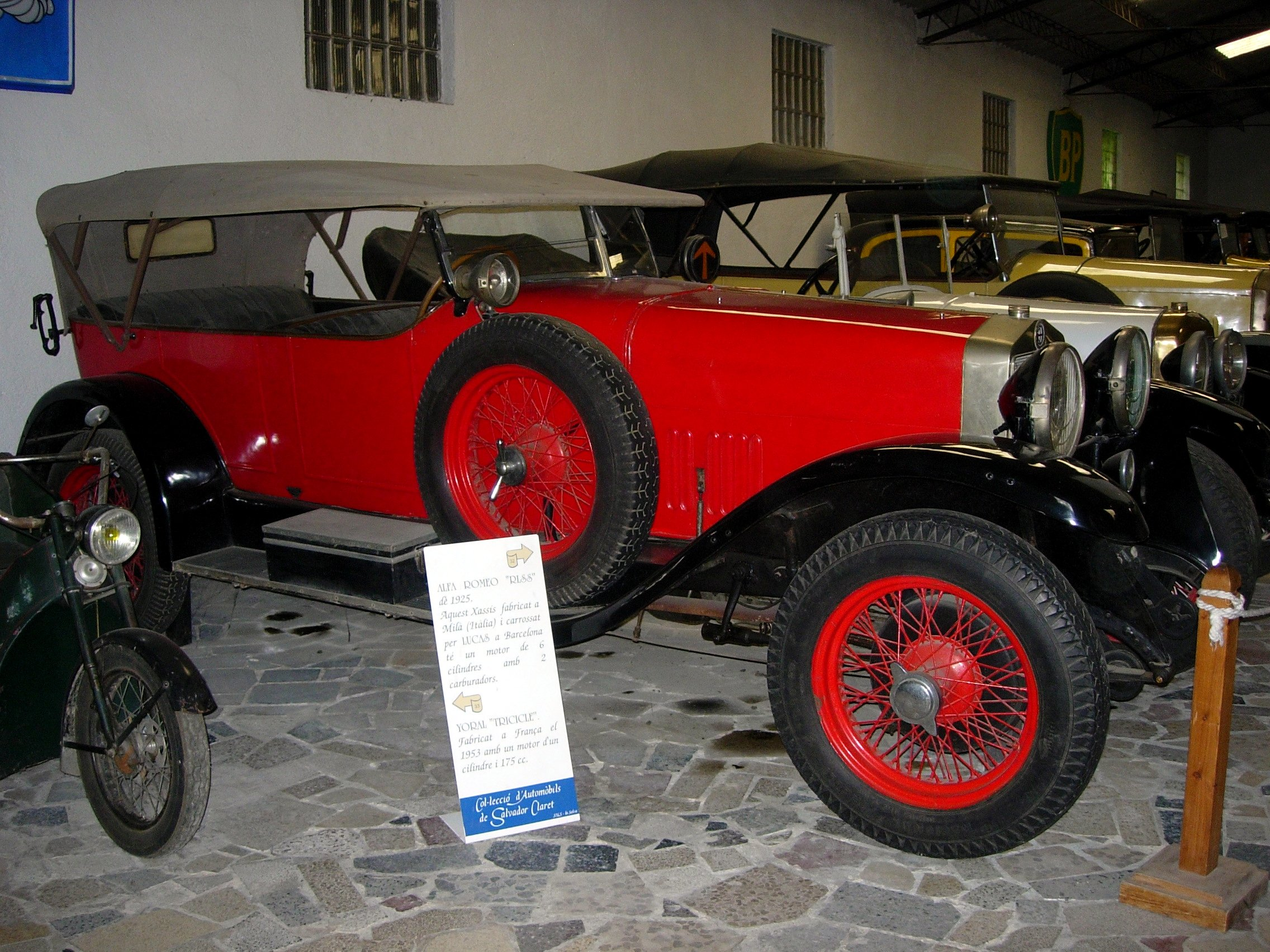

آلفارومئو آرال (Alfa Romeo RL) خودرویی است که در سال‌های ۱۹۲۲–۱۹۲۷تولید شده‌است.
طراحی آن خودروهای موتور جلو-محور عقب بوده است. سیستم جعبه‌دندهٔ آن ۴ دنده به صورت دستی است.

## نگارخانه

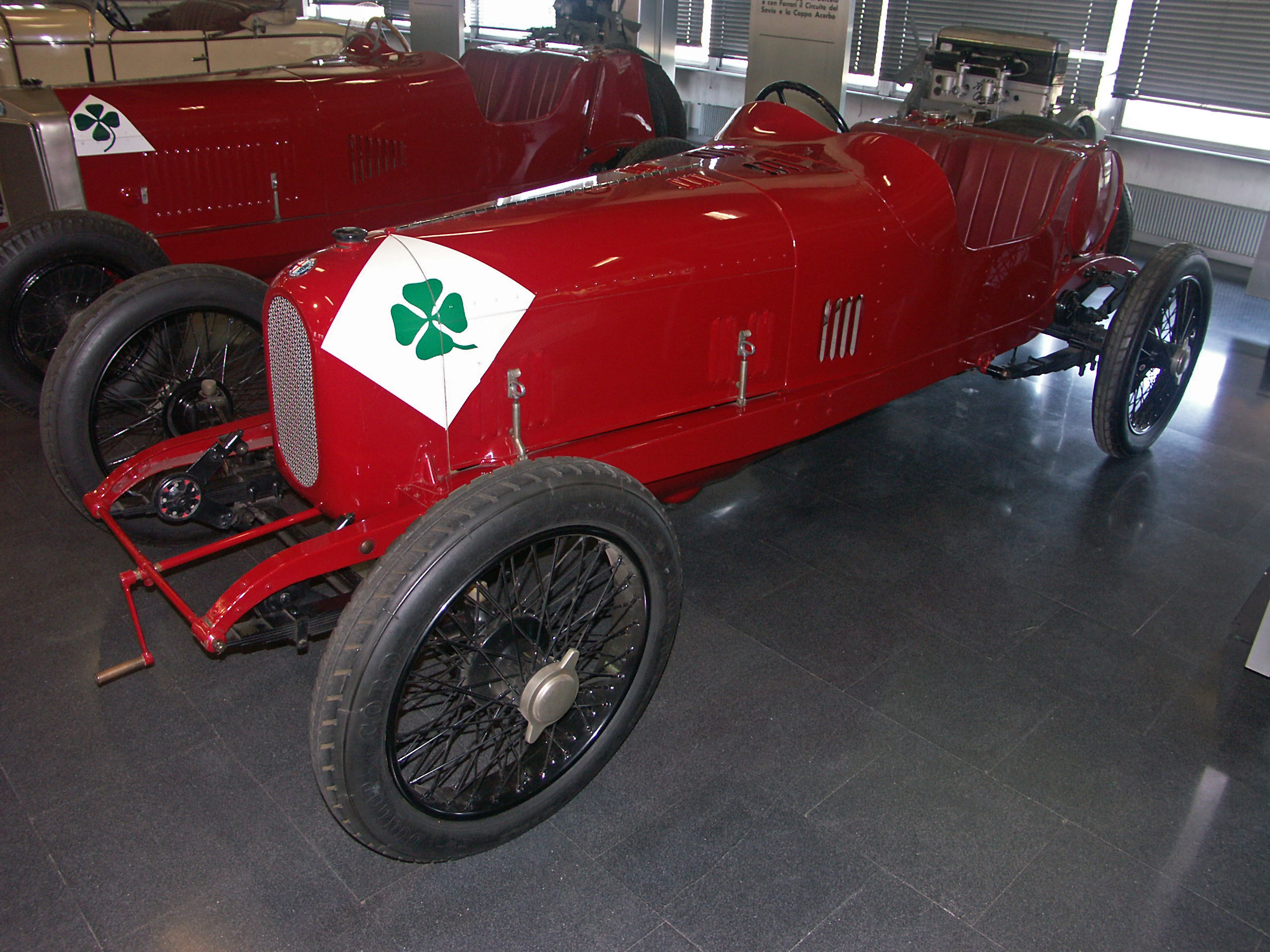
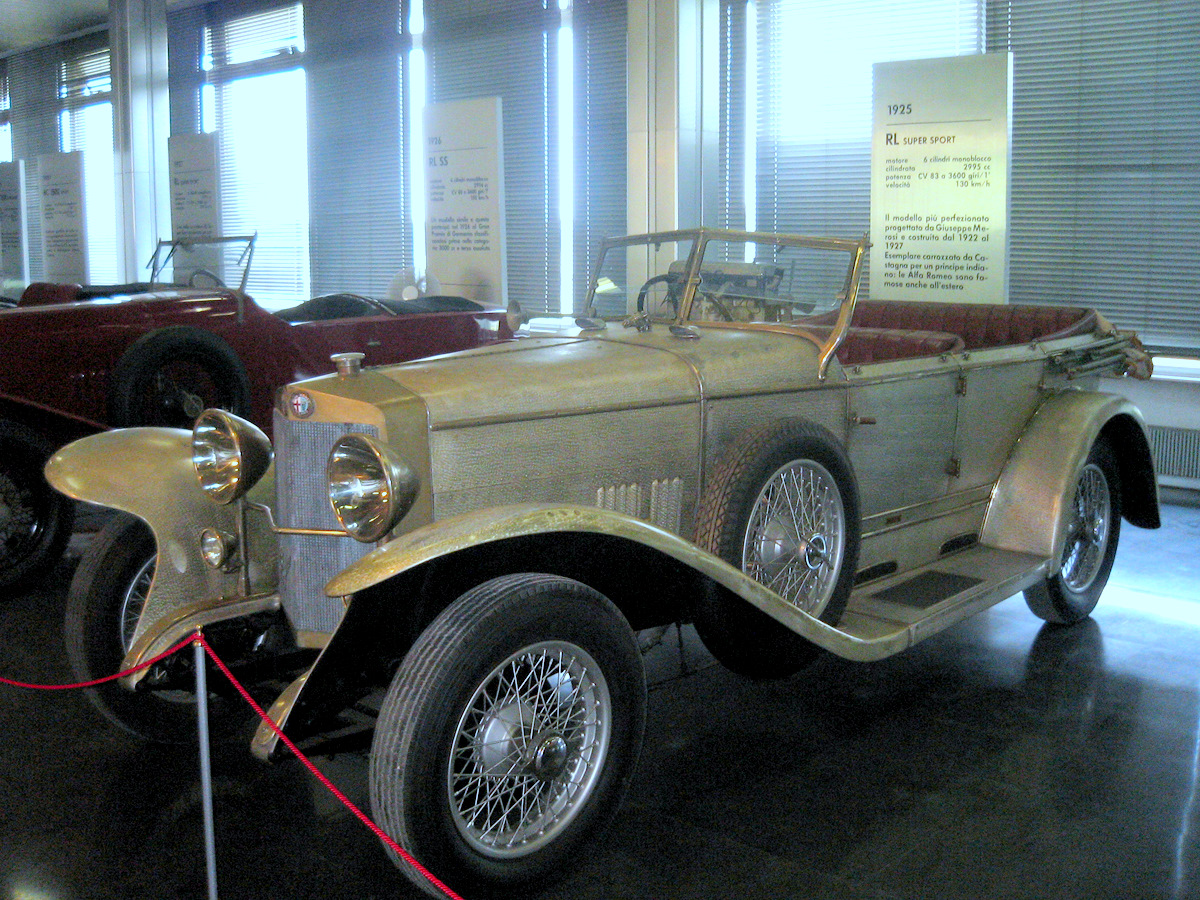